# 53 TCN
Năm 53 TCN là một năm trong lịch Julius. 

## Sự kiện
- Liên minh tam hùng lần thứ 1 kết thúc.

## Mất
- Marcus Licinius Crassus